# Св. св. Константин и Елена (Дескати)
„Св. св. Константин и Елена“ (на гръцки: Αγίων Κωνσταντίνου και Ελένης) е възрожденска православна църква в гревенското градче Дескати, Егейска Македония, Гърция, част от Еласонската епархия на Вселенската патриаршия.
Църквата е енорийски храм на Дескати, посветен на покровителите на градчето, и е изградена в 1885 година или според друг източник в 1888 година. В архитектурно отношение представлява голяма трикорабна базилика с портик и женска църква на етаж. С мащаба и декорациите си църквата говори за градския характер на Дескати през ΧΙΧ век. Иконостасът на църквата е създаден в 1895 година и е смятан за шедьовър. Ценни са също запазените оригинални врати и прозорци на храма.